# レンボンガン島

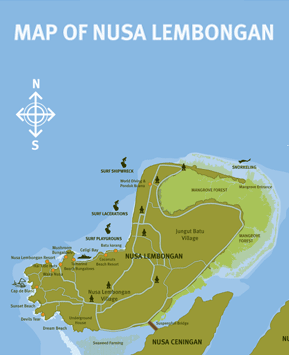
レンボンガン島全体の地図

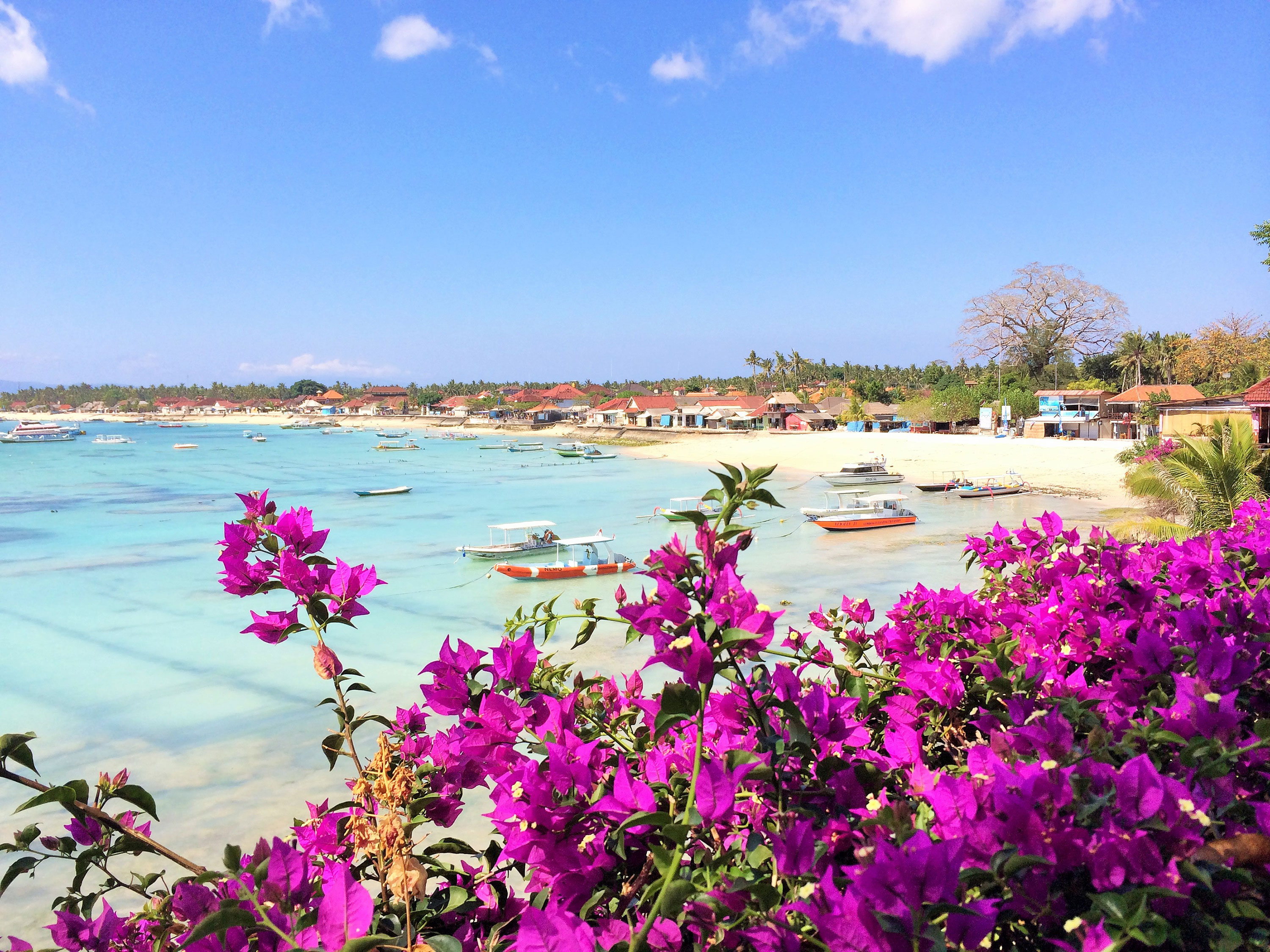
ジュングッバトゥビーチ

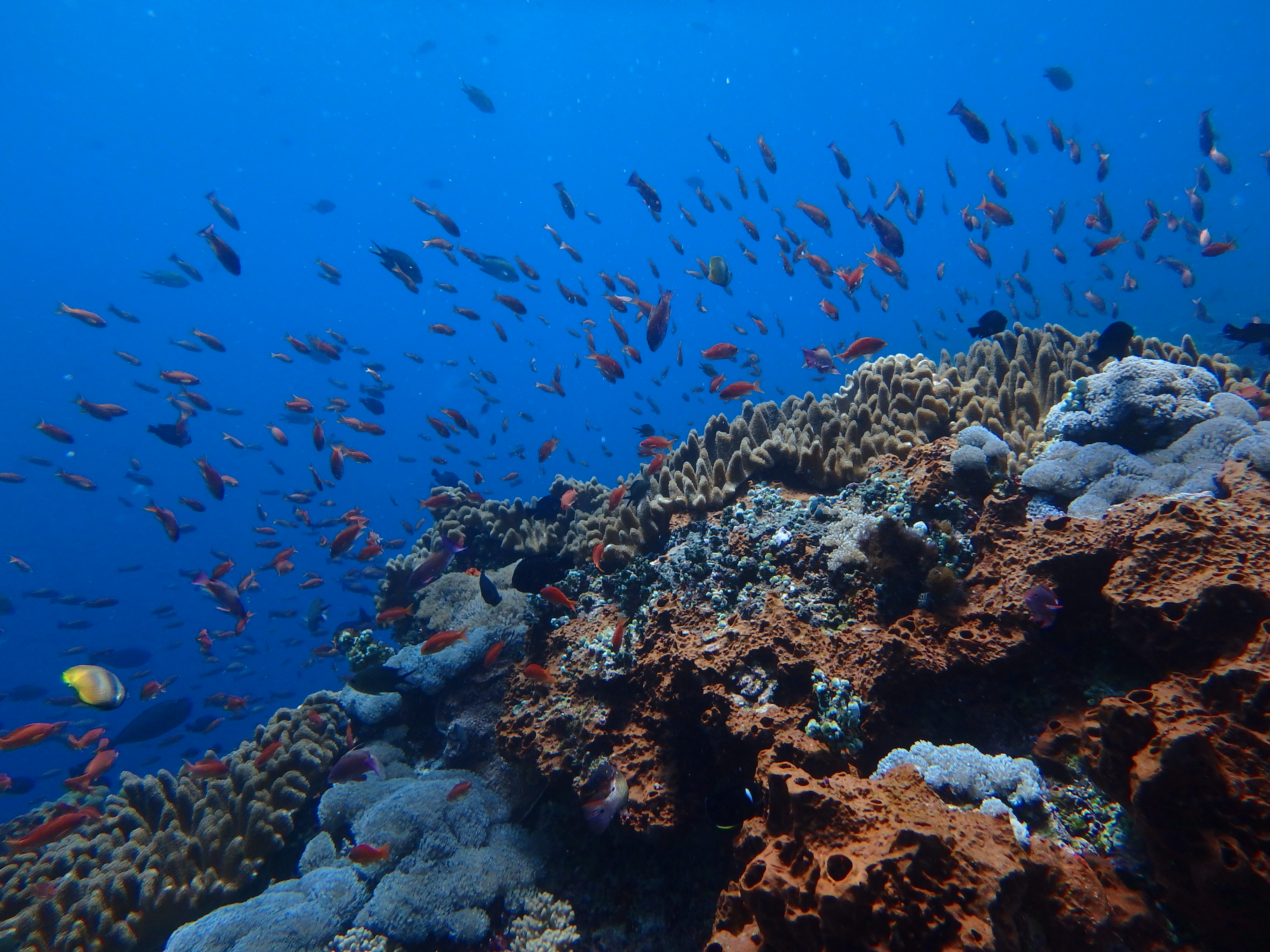
レンボンガン島でのシュノーケリング

レンボンガン島（Nusa Lembongan）は、バリ本島からバドゥン海峡を経て南東に約18キロ、バリ島とロンボク島の間にある島。インドネシア中部の小スンダ列島に属し、面積は約8km2。人口は約5000人。近隣にはペニダ島とチュニンガン島がある。

## 地理
ソラマメ状の形をしているレンボンガン島は、サンゴ礁とマングローブ林で知られる。島内は2つの村に分かれており、北部のジュングバトゥ村と南部のレンボンガン村から成る。
レンボンガン島はサンゴ礁が隆起して誕生した島と云われている。北部は平坦な大地で、白い砂浜のビーチやマングローブ林がある。南部は小高い丘陵となっていて、デビルズティアーズやドリームビーチといった観光名所が点在している。北部のサンゴ礁とマングローブ林は一番人気の観光スポットとなっている。296種類のサンゴ礁と567種類の熱帯魚が生息し、水温は年間を通して25℃～28℃とシュノーケリングやダイビングなどのウォータースポーツに適した環境となっている。
サンゴ礁から成る小さな島であり、海に囲まれているため、真水は非常に貴重とされる。土壌も農業には向かず、農作物が育たないため、食料品や飲料品の大半はバリ本島から輸送される。輸送費が高額である関係上、レンボンガン島の物価はバリ島よりやや高めとなっている。

## 観光
島北部のジュグッバトゥ村や南部のドリームビーチには、白砂のビーチが広がっている。島は珊瑚礁に囲まれ、連日バリ本島から日帰りのダイビング、シュノーケリング、サーフィン、バナナボートなどを楽しむ観光客が訪れる。マッシュルームベイ周辺にはリゾート、バンガローが並ぶ。ジュングッバトゥ村には格安バンガローが多数存在する。ジュングバトゥビーチの船着き場が主要港であり、周辺にはヴィラタイプの宿泊施設やレストランが多い。一泊7千円～3万円のヴィラが点在している。
島の北東側には野生のマングローブの森が茂り、地元の漁師による小舟のガイドツアーもある。また、カヤックやSUPでジャングルの奥地まで行くことも可能である。
最大の見どころはサンゴ礁や熱帯魚で、世界各地のダイバーたちが訪れる名所となっている。

## 交通
バリ島のサヌールから公共スピードボートが6社ほど常時航行している。スピードボートはサヌールから所要時間40分、往復500,000ルピアで結んでいる。また、これらの企業が本島からの送迎とマリンスポーツを組み込んだパッケージツアーを催行しており、バリ島で申し込み参加することも可能。
島内に公共交通の乗り物はなく、バイク、自転車や観光用のトラックが主な移動手段となる。また各リゾートや船着き場にバイクレンタルやレンタルサイクルがある。